# Schlacht bei Kruty
Die Schlacht bei Kruty (ukrainisch Бій під Крутами) war eine Schlacht zwischen Truppen der Ukrainischen Volksrepublik und der Roten Armee Sowjetrusslands. Die fünfstündige Schlacht fand am 16. Januarjul. / 29. Januar 1918greg. (anderen Quellen nach am 30. Januar) an der Eisenbahnstation von Kruty (Крути), einem Dorf bei Nischyn im Gouvernement Tschernigow, 130 km nordöstlich von Kiew statt.

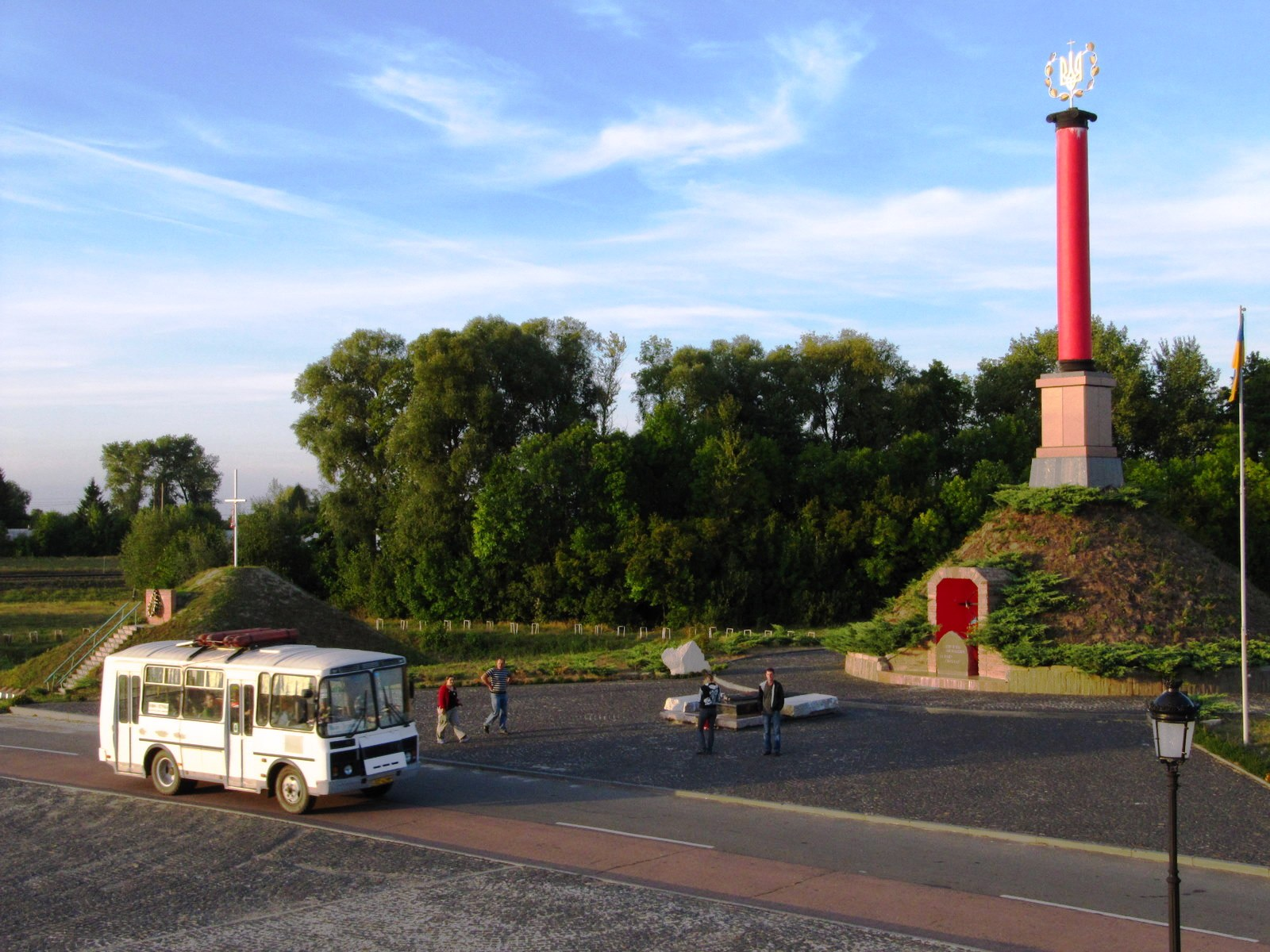
Denkmal der Schlacht im Jahr 2010

Nachdem die ukrainische Zentralrada-Delegation bei den Friedensverhandlungen von Brest-Litowsk am 20. Januar 1918 nach Kiew abgereist war und dort die Unabhängigkeit der Ukraine proklamiert hatte, rückten bolschewistische Truppen aus den von ihnen besetzten links-dneprischen Gebiete auf Kiew vor.
Ein in aller Eile organisiertes kleines Truppenkontingent der Ukrainer, bestehend aus größtenteils Kiewer Studenten und Gymnasiasten sowie einigen Soldaten und freien Kosaken, wurde an die Front geschickt. Es versuchte nun unter dem Kommando von Awerkij Hontscharenko in einem erbitterten Kampf, bei dem die Hälfte der ukrainischen Soldaten fiel, den sowjetischen Vorstoß auf die Hauptstadt bei Kruty zu blockieren.

## Folgen
Der Widerstand der Ukrainer verzögerte die Einnahme Kiews durch die Rote Armee, sodass es Wsewolod Holubowytsch, dem Ministerpräsidenten der Ukrainischen Volksrepublik, gelang, sich von Kiew nach Brest-Litowsk durchzuschlagen und dort am 27. Januarjul. / 9. Februar 1918greg. den Brotfrieden mit den Mittelmächten zu schließen. Am selben Tag wurde Kiew von Rotgardisten erobert, nachdem weitere Gegenwehr durch improvisierte ukrainische Einheiten schnell zusammengebrochen war.
27 der ukrainischen Gefangenen wurden von den Sowjets hingerichtet.
Die gefallenen Ukrainer brachte man, nachdem die Zentrala Rada in die ukrainische Hauptstadt zurückgekehrt war, am 19. März nach Kiew und beerdigte sie auf der alten Nekropole bei Askolds Grab, wo inzwischen auch ein Denkmal für die Helden von Kruty errichtet wurde.
Während die Schlacht bei Kruty stattfand, begannen die Arbeiter im Kiewer Arsenalwerk mit einer Revolte. Vorausgegangen war eine Entscheidung der Kiewer Bolschewiki, die Revolte zur Unterstützung der sowjetischen Truppen zu beginnen, sobald russische Verbände auf Kiew vorrückten, und so ukrainisches Militär dort gebunden wäre und nicht im innerstädtischen Konflikt eingreifen könnte.
Die Nationalbank der Ukraine gab zum 80. Jahrestag der Schlacht 1998 eine 2-₴-Gedenkmünze heraus. 2006 wurde auf dem Gelände der Schlacht ein Denkmal errichtet.

## Im Kino
- Kruty 1918 (Крути 1918, film 2019) unter der Regie von Oleksij Schaparew[6].